# Paraguay en la clasificación de Conmebol para la Copa Mundial de Fútbol de 2018

La Selección de Paraguay fue uno de los diez equipos participantes de la clasificación de Conmebol para la Copa Mundial de Fútbol de 2018, etapa preliminar —también denominada eliminatorias— que se desarrolló en Sudamérica entre octubre de 2015 y octubre de 2017. El torneo definió a los representantes de la confederación, que debían ser cuatro o cinco (cinco en este caso, por el repechaje obtenido por Perú).
El conjunto guaraní venía de una de sus peores campañas en la historia de los selectivos premundialistas (la más pobre desde que se instaurara el sistema de todos contra todos, en 1996) al finalizar en la última posición en el año 2013, logrando apenas el 25% de los puntos en disputa. Tras su eliminación, cortó una racha de cuatro asistencias consecutivas al campeonato del mundo. Si bien, ha mejorado su posición con respecto a las eliminatorias pasadas (de Brasil 2014, en la cual quedó última), no le alcanzó para clasificar a Rusia 2018, pues finalizó en el séptimo lugar, quedando así fuera de los cinco primeros lugares que lo llevarían a la clasificación.
Tras terminar la Copa América 2015 en Chile, los paraguayos se concentraron en el inicio de las Eliminatorias rumbo a Rusia 2018 bajo la dirección de Ramón Díaz en ese entonces. Durante las primeras cinco fechas, la Albirroja aún se situaba en zona de clasificación (dentro de los cinco primeros); aunque posteriormente jugó el resto de las Eliminatorias ya fuera de la zona de clasificación. Los empates sobre la hora ante Ecuador en Quito (2:2) y ante Brasil en Asunción (2:2), así como el bajo rendimiento en la Copa América Centenario realizado en el 2016, provoca la renuncia del argentino Ramón Díaz como director técnico de la selección, asumiendo nuevamente el "Chiqui Arce" (por segunda vez) hasta el final de estas eliminatorias.
La Albirroja en estas eliminatorias tuvo un desempeño muy irregular, con una eficacia inusual superior como visitante (48,15%) que de local (40,74%). De ello, destaca la seguidilla de tanto resultados malos de local (0:1 contra Venezuela, 1:4 contra Perú, 1:2 contra Uruguay), así como resultados inusualmente buenos de visitante (una victoria de 0:1 contra Argentina en Córdoba, de 0:3 contra Chile en Santiago y de 1:2 contra Colombia en Barranquilla). Este último partido específicamente avivaron las chances de clasificar a la Albirroja hasta la última fecha, quien estaba obligado a vencer a Venezuela en casa -así como dependiendo de otros resultados- para aspirar al menos el cupo de Repechaje para clasificar al Mundial de Rusia 2018. Finalmente esto no se concretó y Paraguay quedó nuevamente fuera de una Copa del Mundo por segunda vez consecutiva, esta vez en el séptimo lugar con 24 puntos, a sólo dos puntos del Repechaje.
Paraguay, para este proceso, echó mano de dos entrenadores (el argentino Ramón Díaz (diciembre de 2014-junio de 2016) y el paraguayo Francisco Arce (agosto de 2016-octubre de 2017).

## Desarrollo

### 2015
Tras terminar la Copa América 2015 en Chile, los paraguayos se concentraron en el inicio de las Eliminatorias rumbo a Rusia 2018 desde octubre bajo la dirección de Ramón Díaz en la primera fecha. Los guaraníes visitaron en Puerto Ordaz a Venezuela donde consiguieron su primera victoria en condición de vista por la mínima diferencia 1-0 con gol de Derlis González. En la fecha 2, los Paraguayos recibieron la visita en Asunción de Argentina, donde no se hicieron daño y empataron sin goles 0-0. En noviembre de 2015 llegaron las fechas 3 y 4, donde Paraguay en la tercera fecha visitó a Perú en Lima perdiendo por la mínima diferencia 1-0 con gol del peruano Jefferson Farfan. En la fecha 4, Paraguay recibió a Bolivia en Asunción donde ganarían por 2-1 con goles de Darío Lezcano y Lucas Barrios, y para los bolivianos marcó Yasmani Duk cerrando el año 2015 con 7 puntos en la cuarta posición.

### 2016
En marzo del 2016 se reanudaron las eliminatorias con las fechas 5 y 6, donde en la quinta fecha, los paraguayos visitaron en Quito a Ecuador empatando a dos goles -estando ganando 2:1- con un doblete del paraguayo Darío Lezcano y para los locales marcarían Enner Valencia y Ángel Mena. En la fecha 6 los paraguayos recibieron en casa en la ciudad de Asunción a Brasil, donde se repartieron puntos volviendo a empatar a dos goles 2-2 -estando ganando esta vez por 2:0-, con goles de Darío Lezcano y Edgar Benítez y para los de la visita marcarían Ricardo Oliveira y Dani Alves. 
Después del fracaso en la Copa América Centenario y de los últimos partidos por eliminatorias (habiendo perdido la victoria ante Ecuador en Quito y ante Brasil en Asunción, estando ganando en ambas), con la renuncia del argentino Ramón Díaz, asume como DT Francisco Arce (el Chiqui Arce), quien ya había dirigido a la selección en las eliminatorias pasadas. Los paraguayos se alistaban para la reanudación en septiembre de las eliminatorias con las fechas 7 y 8, en la que en la séptima fecha Paraguay recibió al reciente campeón de las últimas dos Copas Américas Chile en Asunción derrotándolo por 2-1 con goles de Oscar Romero y Paulo César da Silva y el descuento lo marcó Arturo Vidal. En la fecha 8 los guaraníes visitaron a su similar de Uruguay en Montevideo donde cayeron goleados por 4-0 con goles de Edinson Cavani por doblete, Luis Suárez de penal y Cristian Rodríguez, perdiendo por primera vez ante Uruguay de local en eliminatorias.
En octubre se reanudaron las fechas 9 y 10, en la novena fecha, Paraguay recibió en Asunción a Colombia donde cayeron por quinta vez consecutiva en eliminatorias en casa ante Colombia perdiendo así su invicto en casa por la mínima diferencia 0-1 con gol de Edwin Cardona en el último minuto del partido cerrando la primera ronda de las Eliminatorias. En la fecha 10 comenzando la segunda ronda los paraguayos visitaron la ciudad de Córdoba para enfrentarse con Argentina y sorpresivamente los paraguayos vencieron a la albiceleste 0-1 con gol de Derlis González, rompiendo así un récord en eliminatorias (nunca habían ganado a Argentina de visitante en eliminatorias). 
En noviembre del 2016 se jugaron las últimas dos fechas 11 y 12 del año, donde en la undécima fecha los paraguayos no pudieron mantener el ritmo de los anteriores partidos y fueron goleados en Asunción 1-4 ante Perú, donde comenzaron ganando los locales con gol de Cristian Riveros y luego para la visita marcaron Christian Ramos, Edison Flores, Christian Cueva y un autogol de Edgar Benítez y en la fecha 12 los guaraníes viajaron a la altura de La Paz para enfrentarse contra Bolivia donde caerían por la mínima diferencia 1-0 con un gol del delantero boliviano Marcelo Martins cerrando el año con 15 puntos en la séptima casilla.

### 2017
En marzo del 2017 se reanudaron las eliminatorias con las fechas 13 y 14, ya entrando en la recta final y Paraguay aún se mantenía fuera de la zona de clasificación. En la decimotercera fecha los paraguayos recibieron en Asunción a Ecuador donde tomaron aire y volvieron a la senda del triunfo al vencer a los ecuatorianos por 2-1 con goles de los defensas paraguayos Bruno Valdez y Júnior Alonso y para la visita marcó Felipe Caicedo de penal. En la fecha 14 Paraguay visitó a Brasil en São Paulo donde caerían por goleada 3-0 con goles de Philippe Coutinho, Neymar y de Marcelo quedando en la octava posición con 18 puntos. 
En agosto y septiembre se reanudaron las eliminatorias donde los paraguayos visitaron en la fecha 15 a Chile en Santiago donde lograron otro triunfo histórico de 3-0 en el Estadio Monumental (Chile) (la última que se consiguió un 0-3 de visita en Chile fue en 2007 donde vencieron por ese mismo resultado ante Chile pero fue en el Estadio Nacional de Chile) con goles de Víctor Cáceres, Richard Ortiz y un autogol de Arturo Vidal llegando a 21 puntos ubicándose en la séptima posición, en la fecha 16 recibió en casa a su similar de Uruguay en Asunción donde los guaraníes jugaron muy bien pero la suerte no estuvo de su lado y perdió por 1-2 con goles del Uruguayo Federico Valverde y un autogol del paraguayo Gustavo Gómez Portillo, mientras que para los locales descontó Oscar Romero.
El 5 de octubre se jugó la penúltima fecha, en donde los paraguayos derrotaron a Colombia en condición de visitante por 2 goles a 1, puesto que en el minuto 79, los cafeteros sentenciaban la clasificación con Radamel Falcao; sin embargo en los tres minutos finales, Paraguay termina dando inesperadamente la vuelta con los goles de Oscar Cardozo a los 89' y de Antonio Sanabria a los 92', dando una esperanza más a la Albirroja para clasificar a Rusia 2018 en la última fecha. Pero la victoria en Colombia no le alcanzó a los guaraníes ya que en la última fecha recibió en Asunción la visita de la renovada selección de Venezuela, quienes estaban obligados a ganar si querían aspirar al repechaje y dependiendo de otros resultados, donde finalmente los paraguayos cayeron 0-1, certificando su eliminación por segunda vez consecutiva al mundial de Rusia 2018 quedando 7° lugar con 24 puntos.

## Evolución de la clasificación
| Equipo        | Pts | PJ | PG | PE | PP | GF | GC | Dif |
| ------------- | --- | -- | -- | -- | -- | -- | -- | --- |
| 1. Brasil     | 41  | 18 | 12 | 5  | 1  | 41 | 11 | 30  |
| 2. Uruguay    | 31  | 18 | 9  | 4  | 5  | 32 | 20 | 12  |
| 3. Argentina  | 28  | 18 | 7  | 7  | 4  | 19 | 16 | 3   |
| 4. Colombia   | 27  | 18 | 7  | 6  | 5  | 21 | 19 | 2   |
| 5. Perú       | 26  | 18 | 7  | 5  | 6  | 27 | 26 | 1   |
| 6. Chile      | 26  | 18 | 8  | 2  | 8  | 26 | 27 | −1  |
| 7. Paraguay   | 24  | 18 | 7  | 3  | 8  | 19 | 25 | −6  |
| 8. Ecuador    | 20  | 18 | 6  | 2  | 10 | 26 | 29 | −3  |
| 9. Bolivia    | 14  | 18 | 4  | 2  | 12 | 16 | 38 | −22 |
| 10. Venezuela | 12  | 18 | 2  | 6  | 10 | 19 | 35 | −16 |

| L\V                  | Bandera de Argentina | Bandera de Bolivia | Bandera de Brasil | Bandera de Chile | Bandera de Colombia | Bandera de Ecuador | Bandera de Paraguay | Bandera de Perú | Bandera de Uruguay | Bandera de Venezuela |
| Bandera de Argentina |                      | 2:0                | 1:1               | 1:0              | 3:0                 | 0:2                | 0:1                 | 0:0             | 1:0                | 1:1                  |
| Bandera de Bolivia   | 2:0                  |                    | 0:0               | 1:0              | 2:3                 | 2:2                | 1:0                 | 0:3             | 0:2                | 4:2                  |
| Bandera de Brasil    | 3:0                  | 5:0                |                   | 3:0              | 2:1                 | 2:0                | 3:0                 | 3:0             | 2:2                | 3:1                  |
| Bandera de Chile     | 1:2                  | 3:0                | 2:0               |                  | 1:1                 | 2:1                | 0:3                 | 2:1             | 3:1                | 3:1                  |
| Bandera de Colombia  | 0:1                  | 1:0                | 1:1               | 0:0              |                     | 3:1                | 1:2                 | 2:0             | 2:2                | 2:0                  |
| Bandera de Ecuador   | 1:3                  | 2:0                | 0:3               | 3:0              | 0:2                 |                    | 2:2                 | 1:2             | 2:1                | 3:0                  |
| Bandera de Paraguay  | 0:0                  | 2:1                | 2:2               | 2:1              | 0:1                 | 2:1                |                     | 1:4             | 1:2                | 0:1                  |
| Bandera de Perú      | 2:2                  | 2:1                | 0:2               | 3:4              | 1:1                 | 2:1                | 1:0                 |                 | 2:1                | 2:2                  |
| Bandera de Uruguay   | 0:0                  | 4:2                | 1:4               | 3:0              | 3:0                 | 2:1                | 4:0                 | 1:0             |                    | 3:0                  |
| Bandera de Venezuela | 2:2                  | 5:0                | 0:2               | 1:4              | 0:0                 | 1:3                | 0:1                 | 2:2             | 0:0                |                      |

|  | Clasificados a la Copa Mundial de Fútbol de 2018. |
|  | Clasificado a la repesca OFC-Conmebol.            |

### Evolución de posiciones
| País / Fecha | 1 | 2 | 3 | 4 | 5 | 6 | 7 | 8 | 9 | 10 | 11 | 12 | 13 | 14 | 15 | 16 | 17 | 18 |
| ------------ | - | - | - | - | - | - | - | - | - | -- | -- | -- | -- | -- | -- | -- | -- | -- |
| Paraguay     | 5 | 4 | 5 | 4 | 4 | 7 | 6 | 7 | 7 | 7  | 7  | 7  | 7  | 8  | 7  | 7  | 7  | 7  |

## Partidos de Paraguay en las Eliminatorias

### Ronda 1
| Fecha                   | Lugar        |           |                      | Resultado                                                                                                   |                      |           |
| ----------------------- | ------------ | --------- | -------------------- | --- | -------------------- | --------- |
| 8 de octubre de 2015    | Puerto Ordaz | Venezuela | Bandera de Venezuela | 0:1 (0:0) (enlace roto disponible en Internet Archive; véase el historial, la primera versión y la última). | Bandera de Paraguay  | Paraguay  |
| 13 de octubre de 2015   | Asunción     | Paraguay  | Bandera de Paraguay  | 0:0 (enlace roto disponible en Internet Archive; véase el historial, la primera versión y la última).       | Bandera de Argentina | Argentina |
| 13 de noviembre de 2015 | Lima         | Perú      | Bandera de Perú      | 1:0 (1:0) (enlace roto disponible en Internet Archive; véase el historial, la primera versión y la última). | Bandera de Paraguay  | Paraguay  |
| 17 de noviembre de 2015 | Asunción     | Paraguay  | Bandera de Paraguay  | 2:1 (0:0) (enlace roto disponible en Internet Archive; véase el historial, la primera versión y la última). | Bandera de Bolivia   | Bolivia   |
| 24 de marzo de 2016     | Quito        | Ecuador   | Bandera de Ecuador   | 2:2 (1:1) (enlace roto disponible en Internet Archive; véase el historial, la primera versión y la última). | Bandera de Paraguay  | Paraguay  |
| 29 de marzo de 2016     | Asunción     | Paraguay  | Bandera de Paraguay  | 2:2 (1:0) (enlace roto disponible en Internet Archive; véase el historial, la primera versión y la última). | Bandera de Brasil    | Brasil    |
| 1 de septiembre de 2016 | Asunción     | Paraguay  | Bandera de Paraguay  | 2:1 (2:1) (enlace roto disponible en Internet Archive; véase el historial, la primera versión y la última). | Bandera de Chile     | Chile     |
| 6 de septiembre de 2016 | Montevideo   | Uruguay   | Bandera de Uruguay   | 4:0 (3:0) (enlace roto disponible en Internet Archive; véase el historial, la primera versión y la última). | Bandera de Paraguay  | Paraguay  |
| 6 de octubre de 2016    | Asunción     | Paraguay  | Bandera de Paraguay  | 0:1 (0:0) (enlace roto disponible en Internet Archive; véase el historial, la primera versión y la última). | Bandera de Colombia  | Colombia  |

### Ronda 2
| Fecha                   | Lugar        |           |                      | Resultado                                                                                                   |                      |           |
| ----------------------- | ------------ | --------- | -------------------- | --- | -------------------- | --------- |
| 11 de octubre de 2016   | Córdoba      | Argentina | Bandera de Argentina | 0:1 (0:1) (enlace roto disponible en Internet Archive; véase el historial, la primera versión y la última). | Bandera de Paraguay  | Paraguay  |
| 10 de noviembre de 2016 | Asunción     | Paraguay  | Bandera de Paraguay  | 1:4 (1:0) (enlace roto disponible en Internet Archive; véase el historial, la primera versión y la última). | Bandera de Perú      | Perú      |
| 15 de noviembre de 2016 | La Paz       | Bolivia   | Bandera de Bolivia   | 1:0 (0:0) (enlace roto disponible en Internet Archive; véase el historial, la primera versión y la última). | Bandera de Paraguay  | Paraguay  |
| 23 de marzo de 2017     | Asunción     | Paraguay  | Bandera de Paraguay  | 2:1 (1:0) (enlace roto disponible en Internet Archive; véase el historial, la primera versión y la última). | Bandera de Ecuador   | Ecuador   |
| 28 de marzo de 2017     | São Paulo    | Brasil    | Bandera de Brasil    | 3:0 (1:0) (enlace roto disponible en Internet Archive; véase el historial, la primera versión y la última). | Bandera de Paraguay  | Paraguay  |
| 31 de agosto de 2017    | Santiago     | Chile     | Bandera de Chile     | 0:3 (0:1) (enlace roto disponible en Internet Archive; véase el historial, la primera versión y la última). | Bandera de Paraguay  | Paraguay  |
| 5 de septiembre de 2017 | Asunción     | Paraguay  | Bandera de Paraguay  | 1:2 (0:0) (enlace roto disponible en Internet Archive; véase el historial, la primera versión y la última). | Bandera de Uruguay   | Uruguay   |
| 5 de octubre de 2017    | Barranquilla | Colombia  | Bandera de Colombia  | 1:2 (0:0) (enlace roto disponible en Internet Archive; véase el historial, la primera versión y la última). | Bandera de Paraguay  | Paraguay  |
| 10 de octubre de 2017   | Asunción     | Paraguay  | Bandera de Paraguay  | 0:1 (0:0) (enlace roto disponible en Internet Archive; véase el historial, la primera versión y la última). | Bandera de Venezuela | Venezuela |

## Entrenadores
| Entrenador (D.T) | Fecha de llegada       | Fecha de salida        |
| ---------------- | ---------------------- | ---------------------- |
| Ramón Díaz       | 4 de diciembre de 2014 | 12 de junio de 2016    |
| Francisco Arce   | 2 de agosto de 2016    | 2 de diciembre de 2017 |

## Goleadores
| Jugador                 | Goles | Club (datos de 2017) |
| ----------------------- | ----- | -------------------- |
| Darío Lezcano           | 4     | FC Ingolstadt        |
| Derlis González         | 2     | Dinamo de Kiev       |
| Lucas Barrios           | 1     | Gremio               |
| Édgar Benítez           | 1     | Querétaro F. C.      |
| Oscar Romero            | 1     | Alavés               |
| Paulo César Da Silva    | 1     | Libertad             |
| Cristian Riveros        | 1     | Olimpia              |
| Bruno Valdez            | 1     | América              |
| Júnior Alonso           | 1     | Lille                |
| Víctor Cáceres          | 1     | Cerro Porteño        |
| Richard Ortiz           | 1     | Olimpia              |
| Ángel Romero Villamayor | 1     | Corinthians          |
| Óscar Cardozo           | 1     | Libertad             |
| Antonio Sanabria        | 1     | Real Betis           |

## Plantel

### Última convocatoria
Lista de 27 jugadores convocados para el último combo de partidos vs. Colombia y Venezuela. La edad corresponde a la fecha actual, mientras que los demás datos son acordes a octubre del 2017.
- La numeración corresponde al partido vs Colombia
- Posterior al partido vs Colombia, es convocado Miguel Paniagua, y es desconvocado Richard Ortiz, por estar suspendido para el segundo partido.

| N.º | Nombre                   | Posición      | Edad    | PJ  | G     | Club           |
| --- | ------------------------ | ------------- | ------- | --- | ----- | -------------- |
| 1   | Roberto Júnior Fernández | Portero       | 36 años | 5   | (-5)  | Botafogo       |
| 12  | Anthony Silva 4º         | Portero       | 41 años | 23  | (-20) | Cerro Porteño  |
| 22  | Alfredo Aguilar          | Portero       | 36 años | 0   | 0     | Guaraní        |
| 2   | Jorge Moreira            | Defensa       | 35 años | 14  | 0     | River Plate    |
| 3   | Gustavo Gómez Portillo   | Defensa       | 31 años | 25  | 2     | A.C. Milan     |
| 4   | Fabián Balbuena          | Defensa       | 33 años | 4   | 0     | Corinthians    |
| 5   | Bruno Valdez             | Defensa       | 32 años | 19  | 1     | América        |
| 6   | Miguel Samudio           | Defensa       | 38 años | 39  | 1     | América        |
| 13  | Júnior Alonso            | Defensa       | 32 años | 15  | 1     | Lille          |
| 14  | Paulo César Da Silva 1º  | Defensa       | 45 años | 148 | 3     | Libertad       |
| --  | Carlos Rolón             | Defensa       | 32 años | 1   | 0     | Olimpia        |
| --  | Robert Rojas             | Defensa       | 28 años | 0   | 0     | Guaraní        |
| 8   | Rodrigo Rojas            | Mediocampista | 36 años | 14  | 0     | Cerro Porteño  |
| 15  | Ángel Cardozo Lucena     | Mediocampista | 30 años | 0   | 0     | Libertad       |
| 16  | Robert Piris Da Motta    | Mediocampista | 30 años | 3   | 0     | San Lorenzo    |
| 19  | Cristian Riveros 2º      | Mediocampista | 42 años | 102 | 16    | Olimpia        |
| 20  | Antonio Bareiro          | Mediocampista | 35 años | 2   | 1     | Libertad       |
| 21  | Óscar Romero Villamayor  | Mediocampista | 32 años | 32  | 2     | Alavés         |
| 23  | Miguel Paniagua          | Mediocampista | 37 años | 1   | 0     | Nacional       |
| --  | Víctor Cáceres 3º        | Mediocampista | 39 años | 71  | 2     | Cerro Porteño  |
| 7   | Santiago Salcedo         | Delantero     | 43 años | 6   | 0     | Libertad       |
| 9   | Óscar Cardozo            | Delantero     | 42 años | 50  | 10    | Libertad       |
| 10  | Antonio Sanabria         | Delantero     | 29 años | 8   | 1     | Real Betis     |
| 11  | Ángel Romero Villamayor  | Delantero     | 32 años | 10  | 2     | Corinthians    |
| 17  | Cecilio Domínguez        | Delantero     | 30 años | 8   | 0     | América        |
| 18  | Néstor Camacho           | Delantero     | 37 años | 8   | 1     | Olimpia        |
| --  | Derlis González          | Delantero     | 31 años | 27  | 4     | Dinamo de Kiev |
| DT  | Francisco Arce           | Entrenador    | 53 años | 13  | 11    |                |